# 察隅槭
察隅槭（学名：Acer tibetense）为无患子科槭属的植物。分布在中国大陆的西藏等地，生长于海拔1,600米至2,700米的地区，多生长于山谷林中，目前尚未由人工引种栽培。

## 别名
西藏槭（植物分类学报）